# Ansbach
Pour les articles homonymes, voir Anspach.
Ansbach (prononcé en allemand : [ˈansbax] ) ou Anspach, à l'origine Onolzbach, est une ville-arrondissement (Kreisfreie Städte) d'Allemagne, en Bavière. C'est le chef-lieu du district de Moyenne-Franconie et de l'arrondissement homonyme.

## Géographie
Ansbach est située sur la Rezat franconienne (Fränkische Rezat), affluent du Main, à 40 km au sud-ouest de Nuremberg et à 140 km au nord de Munich.
La ville d'Ansbach a absorbé tout au long du XXe siècle de nombreuses communes avoisinantes et sa superficie est passée de 8,58 km2 en 1900 à 99,92 km2 à l'heure actuelle, soit près de dix fois plus.
Communes incorporées :
- 1971 : Eyb
- 1972 : Bernhardswinden, Brodswinden, Claffheim, Elpersdorf bei Ansbach, Hennenbach, Neuses bei Ansbach et Schalkhausen.

## Histoire
| Appartenances historiques Comté d'Oettingen 1221–1331 Burgraviat de Nuremberg 1331–1398 Principauté d'Ansbach 1398–1792 Royaume de Prusse 1792–1806 Royaume de Bavière 1806–1871 Empire allemand 1871–1918 République de Weimar 1918–1933 Reich allemand 1933–1945 Allemagne occupée 1945–1949 Allemagne de l'Ouest 1949–1990 Allemagne 1990–présent |

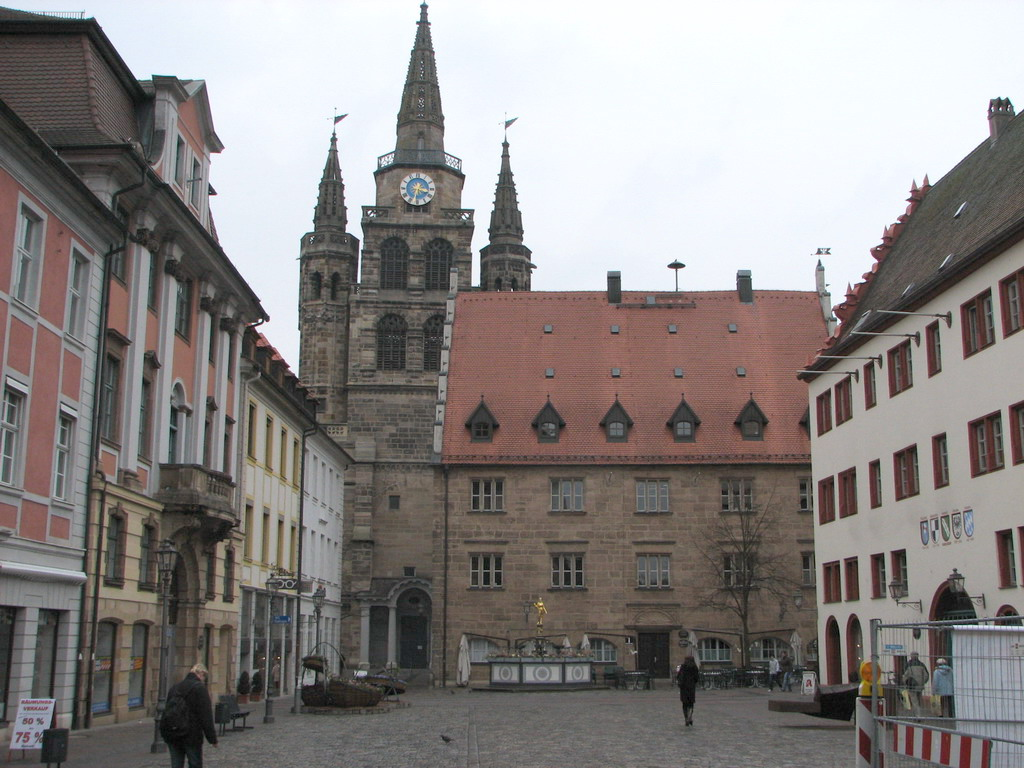
Centre-ville d'Ansbach, église St-Gumbertus

L'origine de la localité, autrefois nommée Anspach, est un monastère bénédictin fondé vers 748 par un noble franconien, Gumbertus, qui, plus tard, fut canonisé. Au cours des siècles suivants, le monastère et le village contigus (Onoldsbach) formèrent la ville d'Ansbach (l'appellation « ville » apparaît pour la première fois en 1221).
Les comtes d'Oettingen ont régné sur Ansbach jusqu'à ce que les burgraves de Nuremberg de la maison de Hohenzollern leur succèdent en 1331. Le margraviat d'Ansbach est créé en 1398 et devient le siège de la maison Hohenzollern jusqu'à ce qu'elle acquière l'électorat de Brandebourg en 1415. Cependant, après la mort de Frédéric Ier, margrave de Brandebourg, en 1440, la branche cadette franconienne de la famille reste séparée de la lignée principale de Brandebourg.
Le margrave Georges le Pieux introduisit la Réforme protestante à Ansbach en 1528, menant à la sécularisation de l'abbaye de Saint-Gumbertus en 1563.
Le margraviat d'Ansbach est réuni en 1769 au margraviat de Bayreuth, et le dernier margrave, Charles-Alexandre, vend son État à la Prusse en 1791. En 1796, le prince de Deux-Ponts, Maximilien-Joseph, s'exile à Ansbach après la prise de Deux-Ponts par les Français. En 1806, la Prusse, sous la pression de Napoléon, cède Ansbach à la Bavière en échange du duché bavarois de Berg.
En 1933, à l'arrivée des nazis au pouvoir, Ansbach, ville majoritairement luthérienne dans une province catholique, comptait une petite communauté juive de 197 personnes. En 1960, sur une population totale de 32 700 personnes, on comptait encore 7 700 réfugiés de la Seconde Guerre mondiale.
Ansbach est une petite ville en grande partie marquée par la révolution industrielle, un centre administratif et culturel. Bien que tous les ponts aient été détruits, le centre historique d'Ansbach a été épargné pendant la Seconde Guerre mondiale et il a gardé son caractère baroque.
Depuis 1970, Ansbach a agrandi son territoire municipal en incorporant les communes adjacentes.
En juillet 2016, un attentat terroriste islamiste fait quinze blessés dans le centre de la ville,.

## Démographie
| 1875   | 1880   | 1890   | 1900   | 1910   | 1925   | 1933   | 1939   | 1950   |
| ------ | ------ | ------ | ------ | ------ | ------ | ------ | ------ | ------ |
| 13 299 | 14 195 | 17 563 | 17 563 | 19 995 | 21 923 | 23 033 | 24 025 | 33 170 |

| 1960   | 1970   | 1987   | 1995   | 2004   | 2009   | - | - | - |
| ------ | ------ | ------ | ------ | ------ | ------ | - | - | - |
| 32 700 | 40 358 | 36 970 | 39 896 | 40 708 | 40 420 | - | - | - |

Si on prend en compte les communes incorporées depuis, Ansbach comptait déjà 24 292 habitants en 1910, 27 734 en 1933 et 30 406 en 1939.

## Jumelages
- Anglet (France) depuis 1968[4] dans le département des Pyrénées-Atlantiques, en Nouvelle-Aquitaine
- Bay City (États-Unis) depuis 1960, dans l'état du Michigan
- Fermo (Italie) depuis 2006, dans la province de Fermo et la région des Marches

## Monuments
- La Résidence des margraves de Brandebourg-Ansbach, château reconstruit à la fin du XVIIe siècle dans le style baroque.
- L'orangerie dans les jardins du château.
- Le musée des Margraves.
- Le monument à Kaspar Hauser.
- Les églises St Gumbertus et St Jean, du XVe siècle.
- Jägerndorfer Heimatstuben.
- La synagogue.

## Personnes célèbres
- Barbara de Brandebourg (1464-1515), épouse de Vladislas IV de Bohême, reine consort de Bohême
- Albert de Brandebourg, grand-maître l'Ordre Teutonique et du premier duc de Prusse.
- Vers la fin du XVIe siècle, le médecin du margrave Georges-Frédéric était le célèbre botaniste Leonhart Fuchs.
- L'astronome Simon Marius a observé les lunes de Jupiter de la tour du château. Plus tard il a prétendu être le découvreur des lunes, ce qui l'a entraîné à un conflit avec le découvreur authentique, Galilée.
- Ansbach est le lieu de naissance du premier chimiste, Georg Ernst Stahl.
- Caroline d'Ansbach, épouse du roi George II de Grande-Bretagne, est née à Ansbach en 1683.
- Matthias Buchinger (1674-1739), artiste, magicien, performer et calligraphe allemand, nain et malformé, né sans jambes ni mains à Ansbach.
- Deux poètes, Johann Peter Uz (1720-1796) et August von Platen (1790-1835), y sont nés.
- Georg Oberhäuser (1798-1868), opticien et fabricant de microscopes à Paris, bienfaiteur et citoyen d'honneur de la ville de Ansbach.
- Wilhelmine de Dörnberg (1803-1835), princesse de la maison de Tour et Taxis.
- Kaspar Hauser a habité à Ansbach de 1830 à 1833. Il est assassiné dans les jardins du palais.
- Lorenz Zuckermandel (1847-1928), banquier, investisseur et traducteur, y allait dans le lycée.
- Marie von Geldern-Egmond (1875-1970), designeuse et styliste
- Hermann Fegelein (1906-1945)
- Hermann Mertz von Quirnheim, officier bavarois qui sert au sein de l'armée allemande lors de la Première Guerre mondiale, puis devient le président des Archives du Reich de 1919 à 1931. Il est le père de Albrecht Mertz von Quirnheim, impliqué dans le complot du 20 juillet 1944 contre Adolf Hitler.
- Renate Ackermann (1952-), femme politique allemande née à Ansbach.
- En 1796, Maximilian von Montgelas a rédigé le Mémoire d'Ansbach, plan directeur pour la future modernisation de la Bavière[5].